# Râul Săraz, Crișul Negru
Râul Săraz este un curs de apă, afluent al râului Crișul Negru. 

## Hărți
- Harta munții Apuseni